# 张微 (医学家)
张微，医学家，天津医科大学教授，中华人民共和国教育部第四批"长江学者"特聘教授，早年曾就读于得克萨斯大学，曾就职于美国M.D.安德森肿瘤中心。